# Bart Wellens
Bart Wellens, född den 19 augusti 1978 i Herentals, är en belgisk tidigare tävlingscyklist som hade stora framgångar inom cykelcross under 2000-talets första decennium. Hans främsta säsonger var 2002/2003 (världsmästare och slutsegrare i UCI World Cup) och 2003/2004 (världsmästare, belgisk mästare och slutsegrare i både Superprestige och Gazet van Antwerpen Trofee). Han körde även lite på landsväg, men utan anmärkningsvärda resultat.
Wellens var professionell från 2004 till 2015 och har efter den aktiva karriären fortsatt som (assisterande) sportdirektör för Corendon-Circus 2017–2019 och sedan 2021 för Intermarché-Wanty.

## Meriter – cykelcross
| 1996 Belgisk juniormästare 8:a vid Världsmästerskapen                                                   | \| 1997 Belgisk U23-mästare 2:a vid Världsmästerskapen 1998 Belgisk U23-mästare 2:a vid Världsmästerskapen \| 1999 U23-världsmästare Belgisk U23-mästare 2000 U23-världsmästare Belgisk U23-mästare \| |
| 1997 Belgisk U23-mästare 2:a vid Världsmästerskapen 1998 Belgisk U23-mästare 2:a vid Världsmästerskapen | 1999 U23-världsmästare Belgisk U23-mästare 2000 U23-världsmästare Belgisk U23-mästare |

### Elit
| SäsongTävling         | 1997 1998 | 1998 1999 | 1999 2000 | 2000 2001 | 2001 2002 | 2002 2003 | 2003 2004 | 2004 2005 | 2005 2006 | 2006 2007 | 2007 2008 | 2008 2009 | 2009 2010 | 2010 2011 | 2011 2012 | 2012 2013 | 2013 2014 | 2014 2015 |
| --------------------- | --------- | --------- | --------- | --------- | --------- | --------- | --------- | --------- | --------- | --------- | --------- | --------- | --------- | --------- | --------- | --------- | --------- | --------- |
| Världsmästerskapen    | –         | –         | –         | –         | 8         |           |           | 21        |           | 4         | 15        | 4         | 10        | 8         | –         | 4         | –         | –         |
| Belgiska mästerskapen | –         | –         | –         |           | 8         |           |           | 4         |           |           |           | 5         | 14        |           | –         | 6         |           | 9         |
| UCI World Cup         | 28        | 19        | 18        |           |           |           |           | X         | X         | X         | X         |           | 23        | 10        | 14        | 12        | 21        | 11        |
| Superprestige         | 7         |           | 5         |           |           |           |           | 4         |           |           |           |           | 16        | 5         | 9         | 7         | 23        | 13        |
| UCI:s världsranking   | 14        | 5         | 6         | 3         | 4         | 2         | 1         | 11        | 3         | 2         | 3         | 3         | 14        | 9         | 13        | 9         | 41        | 39        |

X = Avhölls ej (ingen officiell individuell sammanlagd UCI World Cup 2004/2005–2007/2008)

## Meriter – landsväg
| 2002 2:a totalt i Ronde van Vlaams-Brabant 2005 Vinnare av etapp 1 i Tour de la Province de Liège 10:a i De Drie Zustersteden | 2008 Vinnare av etapp 1 i Volta Ciclista Internacional a Lleida 2010 4:a totalt i Czech Cycling Tour |